# Opistharsostethus carinata
Opistharsostethus carinata är en insektsart som först beskrevs av Carl Stål 1870.  Opistharsostethus carinata ingår i släktet Opistharsostethus och familjen spottstritar.
Artens utbredningsområde är Filippinerna. Inga underarter finns listade i Catalogue of Life.